# نيكولا ماتاس
نيكولا ماتاس (بالكرواتية: Nikola Matas)‏ هو لاعب كرة قدم كرواتي في مركز الدفاع، ولد في 22 يونيو 1987 في سيني، كرواتيا في كرواتيا. لعب مع نادي أوسييك ونادي لوكوموتيفا.

## وصلات خارجية
- نيكولا ماتاس على موقع قاعدة بيانات كرة القدم.إي يو (الإنجليزية)
- نيكولا ماتاس على موقع ناشيونال فوتبول تيمز (الإنجليزية)
- نيكولا ماتاس على موقع Soccerway.com (الإنجليزية)